# Homestead (Pennsylvania)
Homestead ist eine Stadt im Allegheny County im Bundesstaat Pennsylvania. Sie liegt am Monongahela River direkt gegenüber der Stadt Pittsburgh. Das U.S. Census Bureau hat bei der Volkszählung 2020 eine Einwohnerzahl von 2.884 ermittelt.

## Geschichte
Die Stadt wurde 1880 gegründet. Nach der Volkszählung aus dem Jahr 2000 hatte die Stadt noch 2.884 Einwohner, während im Jahr 1940 noch 19.041 Menschen in der Stadt lebten. Bekannt wurde Homestead vor allem durch ein dort 1881 gegründetes Stahlwerk, die Homestead Steel Works, das 1883 von Andrew Carnegie aufgekauft wurde und in dem sich im Juli 1892 der Homestead-Streik ereignete, sowie durch die damit zusammenhängenden blutigen Zusammenstöße zwischen den Streikenden und den von Carnegies Manager Henry Clay Frick engagierten Pinkerton-Detektiven.

## Söhne und Töchter der Stadt
- Frank McHugh (1898–1981), Schauspieler
- Susan Laird (1908–1933), Schwimmerin
- Maxine Sullivan (1911–1987), Jazzmusikerin
- Faye Richmonde (1917–1959), Pop- und Jazzsängerin
- Paul Zastupnevich (1921–1997), Kostümbildner
- Betty Davis (1944–2022), Sängerin
- Walter E. Piatt (* 1961), Generalleutnant der United States Army
- Jim Tomsula (* 1968), American-Football-Trainer
- Butch Leitzinger (* 1969), Autorennfahrer